# Aeroportul Belluno
Aeroportul Belluno (IATA: BLX, ICAO: LIDB) este un aeroport din Belluno, Provincia Belluno, Veneto, Italia ce deservește zona Belluno. A fost deschis în 1916 și numit după zona deservită.
Situat la o altitudine de 378 m, aeroportul dispune de 1 pistă.

## Infrastructură

### Piste
Aeroportul dispune de o singură pistă. Pista 05/23 are suprafața de Iarbă și dimensiunile 812 m × 42 m. 